# Hibiscus comoensis
Hibiscus comoensis là một loài thực vật có hoa trong họ Cẩm quỳ. Loài này được A.Chev. ex Hutch. & Dalziel mô tả khoa học đầu tiên năm 1928.